# Piotr Gołofajew
Piotr Kiriłłowicz Gołofajew, ros. Петр Кириллович Голофаев (ur. 8 grudnia 1921 w Donbasie, zm. 6 stycznia 1995 w Buenos Aires) – dowódca ochotniczego oddziału zbrojnego, a następnie dowódca plutonu konnego 5 Pułku Rosyjskiego Korpusu Ochronnego podczas II wojny światowej, duchowny Rosyjskiego Kościoła Prawosławnego poza granicami Rosji
Był synem represjonowanego przez bolszewików kupca. Z tego powodu miał silnie antykomunistyczne poglądy. Podczas okupacji niemieckiej w celu „walki z komunizmem” sformował na okupowanej Ukrainie dobrze uzbrojony i wyposażony ochotniczy oddział zbrojny, który znalazł się na służbie niemieckiej. W poł. 1944 r. wycofał się wraz z wojskami niemieckimi. Niemcy zaocznie skazali go na karę śmierci przez rozstrzelanie, ale zmienił nazwisko na Leontiew, po czym samowolnie dołączył do Rosyjskiego Korpusu Ochronnego gen. Borysa Sztejfona. Objął w stopniu porucznika dowództwo plutonu konnego 5 „Żelaznego” Pułku. Pod koniec lutego 1945 r. został odznaczony Żelaznym Krzyżem 1 klasy. Po zakończeniu wojny wyjechał do Argentyny. W 1984 r. w Buenos Aires został wyświęcony na diakona soboru Zmartwychwstania Pańskiego Rosyjskiego Kościoła Prawosławnego poza granicami Rosji.